# Bursera linanoe
Bursera linanoe är en tvåhjärtbladig växtart som först beskrevs av La Llave, och fick sitt nu gällande namn av Rzed., Calderón & Medina. Bursera linanoe ingår i släktet Bursera och familjen Burseraceae. Inga underarter finns listade i Catalogue of Life.